# Distretto di Khao Wong
Il distretto di Khao Wong (in thailandese: เขาวง) è un distretto (amphoe) della Thailandia, situato nella provincia di Kalasin.